# 1880年のスポーツ
- 年度別スポーツ記事一覧

## ゴルフ

### 世界4大大会（男子）
- 全英オープン優勝者：ボブ・ファーガソン（イギリス）

## サッカー

### イングランド
- FAカップ決勝

クラッパム・ローバーズ 1-0 オックスフォード大学

## テニス

### グランドスラム
- ウィンブルドン　男子単優勝：ジョン・ハートリー（イギリス）

## ボクシング
- アメリカのP・ライアン、イギリスのJ・ゴスをノックアウトし、アメリカ初の世界選手権保持者になる
- イギリス・アマチュアボクシング協会設立

## ボート
- オックスフォード・ケンブリッジ大学対抗レガッタ優勝：オックスフォード大学

## 野球

### メジャーリーグベースボール
- ナショナルリーグ優勝：シカゴ・ホワイトストッキングス

- 6月12日 － リー・リッチモンド（ウースター・ルビーレッグス）がメジャーリーグベースボール史上初の完全試合を達成。
- 6月17日 － モンテ・ウォードが完全試合を達成。

## 陸上競技
- 4月24日 - オックスフォードでアマチュア競技連盟設立

## 誕生
- 2月2日 - フレデリック・レーン（オーストラリア、水泳、+1969年）
- 2月6日 - 西ノ海嘉治郎 (2代)（鹿児島県、相撲、+1931年）
- 2月10日 - ケネス・マッカーサー（南アフリカ、陸上競技、+1960年）
- 2月22日 - エリック・レミング（スウェーデン、陸上競技、+1930年）
- 4月12日 - アディ・ジョス（アメリカ、野球、+1911年）
- 4月18日 - サム・クロフォード（アメリカ、野球、+1968年）
- 7月11日 - ドロテア・ケーリング（ドイツ、テニス、+1945年）
- 8月12日 - クリスティ・マシューソン（アメリカ、野球、+1925年）
- 8月14日 - フレッド・アレクサンダー（アメリカ、テニス、+1969年）
- 9月14日 - アーチー・ハーン（アメリカ、陸上競技、+1955年）
- 11月20日 - ワルター・ブラック（ドイツ、水泳、+1919年）
- 12月5日 - 二階堂トクヨ（宮城県、女子体育、+1941年）